# Свети Николай (Грамада)
„Свети Николай Летни“ е православна църква в квартала на Благоевград Грамада, България, част от Неврокопската епархия на Българската православна църква.

## История
Църквата е гробищен храм разположен в западната част на Грамада. Построена е през 1990 – 1991 година, веднага след падането на атеистичния комунистически режим, с доброволния труд на местните жители. Осветена е на 9 май 1995 година от митрополит Пимен Неврокопски. Инициатор за построяване на храма и пръв свещеник е Георги Илиев. След това в годините на разкола свещеници са Николай Иванов, а след него Ангел Боянов. През 2010 година митрополит Натанаил Неврокопски въдворява в храма свещеник Светослав Кючуков. В 2010 година в храма отваря врати първото в Благоевград православно неделно училище с учител Спас Мичков.
От декември 2016 година при храма работи Доброволческа кухня за бедни.